# Pyrostegia
Pyrostegia é um género botânico pertencente à família Bignoniaceae.
Conhecida popularmente como Flor de São João.

## Espécies
Apresenta 17 espécies:
- Pyrostegia acuminata
- Pyrostegia amabilis
- Pyrostegia cinerea
- Pyrostegia dichotoma
- Pyrostegia ignea
- Pyrostegia intaminata
- Pyrostegia lauta
- Pyrostegia longiflora
- Pyrostegia millingtonioides
- Pyrostegia ornata
- Pyrostegia pallida
- Pyrostegia parvifolia
- Pyrostegia puberula
- Pyrostegia reticulata
- Pyrostegia tecomiflora
- Pyrostegia tubulosa
- Pyrostegia venusta

## Galeria de fotos

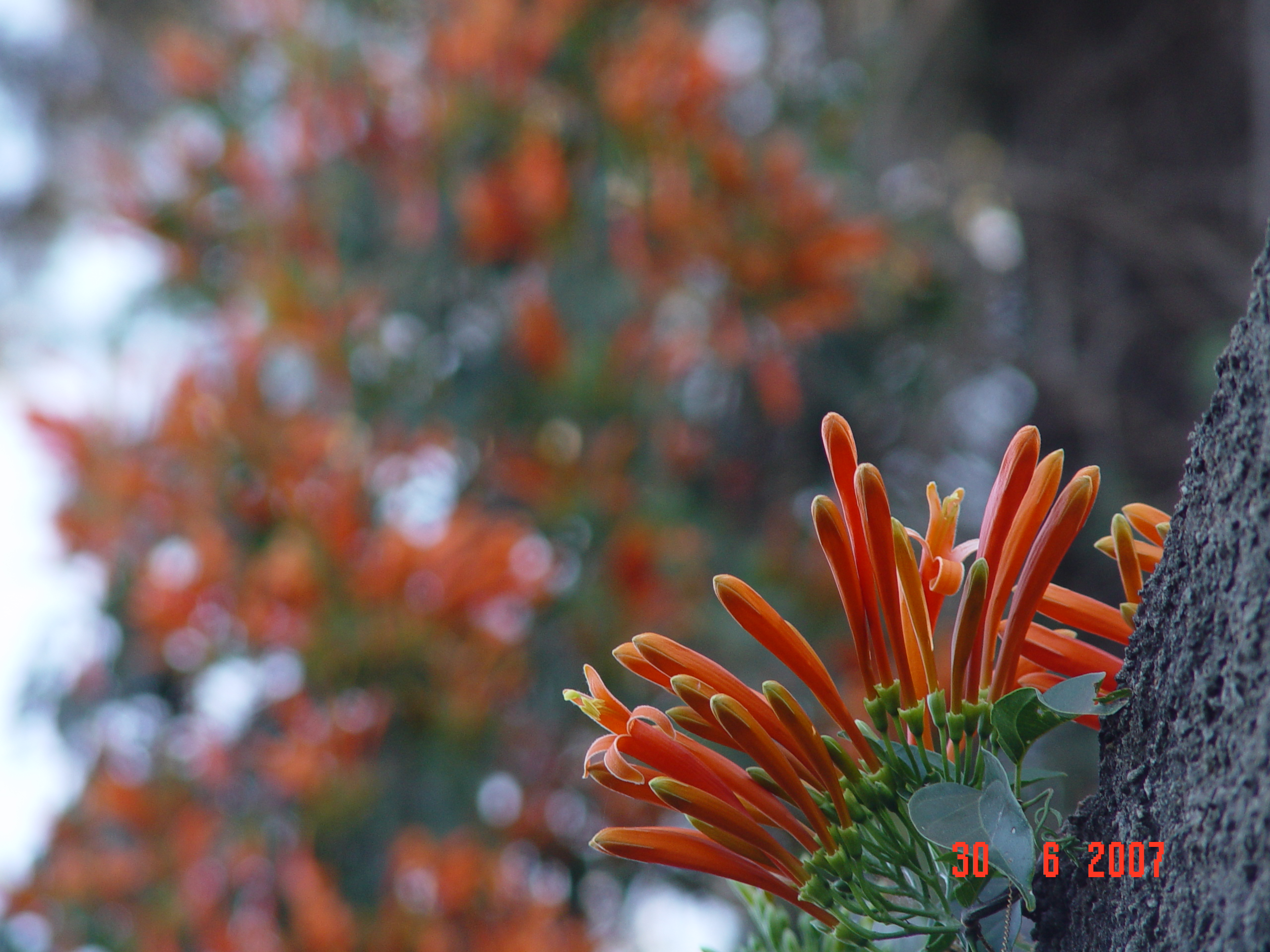
Pyrostegia Venusta - Maringá-PR
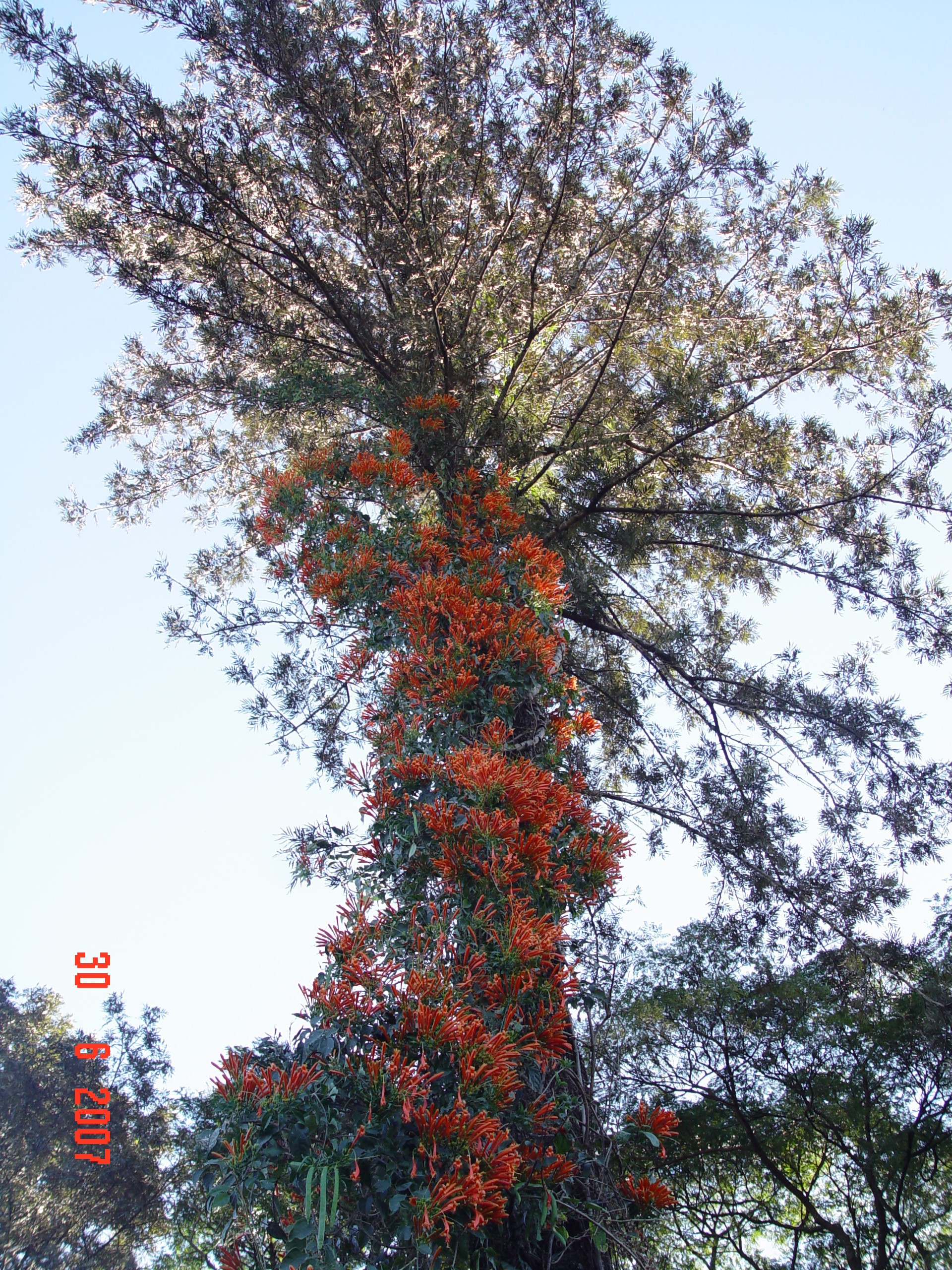
Pyrostegia Venusta - Maringá-PR
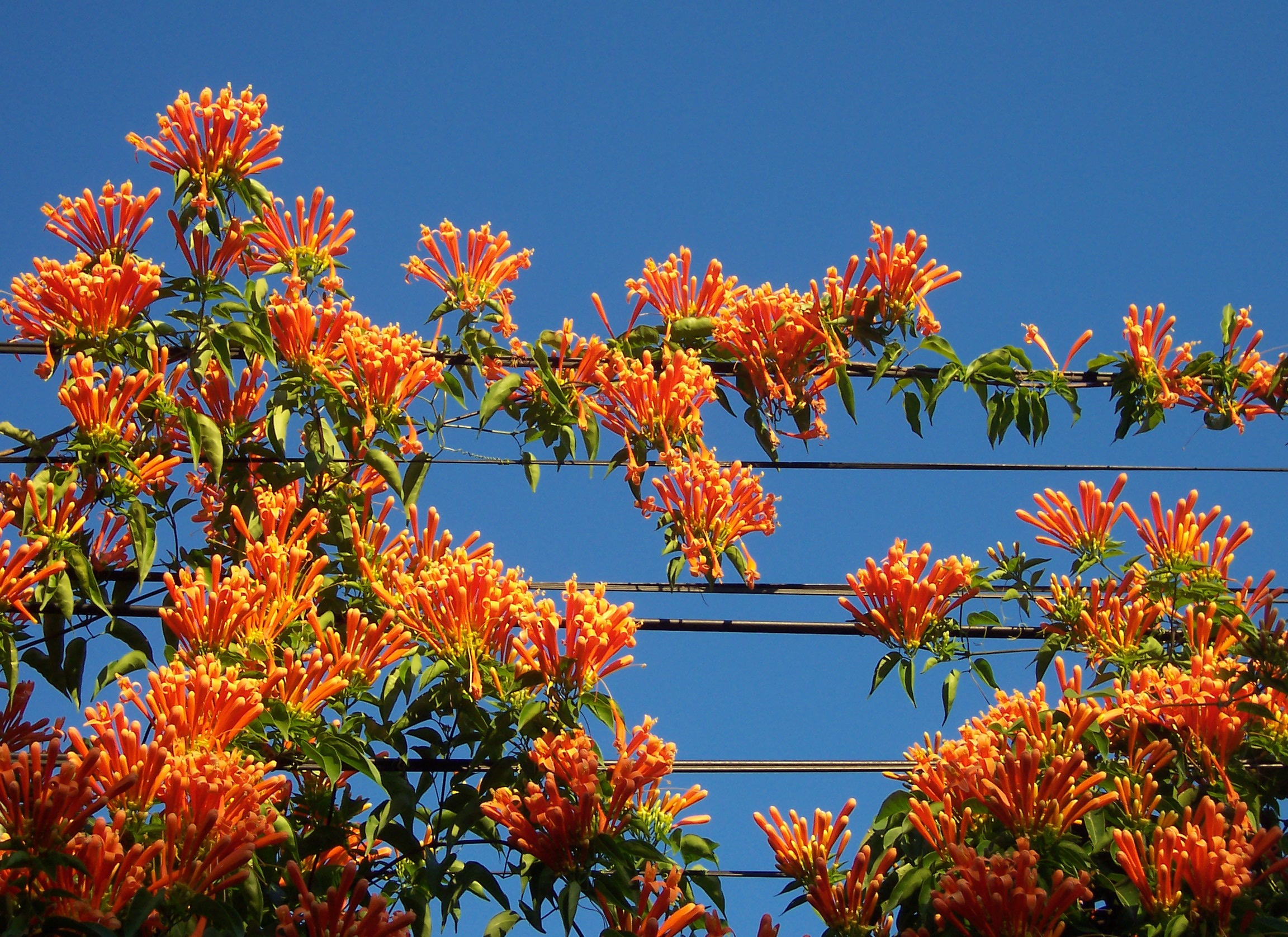
Pyrostegia Venusta